# Vereinigung Erzgebirge
O Verienigung Erzgebirge é um time social e de futebol com sede em Warminster, Pensilvânia, que atualmente compete na Região I da USASA .   O clube foi fundado por imigrantes da região de Erzgebirge, no leste da Alemanha, em 1931 e agora é o lar de muitos de seus descendentes. 

## História
O nome Verienigung Erzgebirge foi sugerido por Albein Reichel e foi adotado pelos membros do conselho. O nome de sua propriedade, Waldesrauchen (Whispering Woods) foi sugerido por Erich Haase e adotado pelos membros do conselho. O logotipo do clube, três pinheiros em três pequenas colinas com as letras VE em branco sob as árvores, foi retirado do logotipo da cidade de Thalheim / Erzgebirge e foi adotado pelos membros do conselho. 
 

Os Vereinigung Erzgebirge jogaram a Lamar Hunt U.S. Open Cup três vezes, 1991, 2002 e 2020 . 